# A Pontenova
A Pontenova település Spanyolországban, Lugo tartományban. A Pontenova A Fonsagrada, Ribeira de Piquín, Meira, Riotorto, Trabada, San Tiso d'Abres és Taramundi községekkel határos. Lakosainak száma 2124 fő (2024).

## Népesség
A település népessége az elmúlt években az alábbi módon változott:
| Lakosok száma | 3358 | 3125 | 2971 | 2892 | 2673 | 2534 | 2330 | 2264 | 2191 | 2124 |
|               | 2001 | 2004 | 2007 | 2009 | 2012 | 2014 | 2017 | 2019 | 2022 | 2024 |